# Oscar Räuker
Oscar Räuker (* 30. Juni 1998 in Berlin) ist ein deutscher Synchronsprecher.

## Leben
Oscar Räuker ist der Sohn des Synchronsprechers und Musikers Erich Räuker. Bereits im Alter von sechs Jahren stand er erstmals vor dem Mikrofon und hat seitdem zahlreichen Film- und Fernsehproduktionen seine Stimme geliehen. Er synchronisierte unter anderem Schauspieler wie Asa Butterfield, Nick Eversman und Kurt Ostlund.

## Synchronrollen
Zu seinen bekannten Synchronrollen zählen:
- 2020–2022: Griffin Gluck als Gabe in der Netflix-Serie Locke & Key
- 2022: Hokuto Matsumura als Souta Munakata im Anime-Film Suzume
- 2023: Bloom Li als Chang im Film Chang Can Dunk
- 2024: Jun-yeol Ryu als Bae Jin-su in der Serie The 8 Show
- 2025: Joseph Quinn als Johnny Storm / The Human Torch im Film The Fantastic Four: First Steps